# 이중 소행성 방향 전환 평가
이중 소행성 방향 전환 평가(Double Asteroid Redirection Test; DART)는 지구와 충돌할 가능성이 높은 소행성들 중에서 운동학적인 효과로 지구를 빗나가게 할 수 있는지의 여부를 확인하는 테스트 및 우주선이다. 목적은 위성을 가진 소행성의 위성을 파괴하여 운동학적인 효과로 지구를 비켜나가게 할 수 있는지의 여부를 확인하고, 향후 충돌 가능성을 계산하는 것이다. 여기서 소행성 궤도선은 헤라이고 DART가 충돌선(임팩터)이다.

## 역사와 제작배경
원래 ESA와 NASA가 각각 소행성 방향 전환 평가 관련 내용을 연구하고 있었으나, 두 우주국이 서로 합작을 제안하여 AIDA라는 공동 미션을 수행하였다. 그러나 ESA의 AIM은 ESA는 예산이 부족하고 기술상 힘들다는 결론이 내려져 취소되었으나, DART는 헤라와 같이 계속 추진되었다. 그러나 추진 도중 문제가 생겼는데, AIM은 1996 GT을 특징을 탐사하고 DART가 충돌하고 헤라가 DART의 실시간 상황을 보고할 예정이었으나, AIM이 취소되면서 근지구 천체의 특성을 자세히 알아내는 것이 아닌 간단한 특성만 레이다 및 지상망원경, 그리고 우주망원경으로 알아낼 수 있게 되버렸다.

## 발사
2021년 11월 24일, 반덴버그 공군기지에서 팰컨 9으로 발사된다. 2022년 9월 27일, 65803 디디모스의 위성 디모르포스에 충돌하였다.

## 충돌

#### 충돌 과정
| 시간 (충돌시각 기준)                 | 디모르포스와의 거리 | 사진 | 진행 |
| ------------------------------------ | ------------------- | ---- | --- |
| 2022년 7월 27일 (60일 전)            | 38,000,000 km       |      | DRACO 카메라가 디디모스 소행성계를 감지하였다.                                                                                       |
| 2022년 9월 11일 23:14 UTC (15일 전)  | 8,000,000 km        |      | 충돌 범위에 들어가지 않도록 LICIACube를 미리 사출하였다.                                                                             |
| 2022년 9월 26일 19:14 UTC (4시간 전) | 89,000 km           |      | 최종 단계가 시작되었고, SMART Nav에 따른 자율항법장치가 가동되었다. DRACO 카메라는 디모르포스가 감지될 때까지 디디모스를 조준하였다. |
| 22:14 UTC (60분 전)                  | 22,000 km           |      | DRACO 카메라가 디모르포스를 감지하였다.                                                                                              |
| 22:54 UTC (20분 전)                  | 7,500 km            |      | SMART Nav가 목표 좌표를 디모르포스로 정밀하게 고정하였고, DART의 추진 장치가 분사되었다..                                            |
| 23:10 UTC (4분 전)                   | 1,500 km            |      | 최종 궤도의 수정이 시작되었다. |
| 23:11 UTC (2분 30초 전)              | 920 km              |      | 왼쪽 아래에 디디모스와 가운데의 디모르포스가 같이 촬영된 마지막 이미지였다.                                                          |
| 23:12 UTC (2분 전)                   | 740 km              |      | 최종 궤도의 수정이 종료되었다. |
| 23:14 UTC (20초 전)                  | 130 km              |      | 디모르포스가 입체적으로 인식되는 최초의 거리이다.                                                                                    |
| 23:14 UTC (11초 전)                  | 68 km               |      | DART가 촬영한 디모르포스의 전체가 보이는 마지막 사진이다.                                                                            |
| 23:14 UTC (3초 전)                   | 18 km               |      | |
| 23:14 UTC (2초 전)                   | 12 km               |      | 충돌 직전에 마지막으로 수신된 온전한 표면 사진                                                                                       |
| 23:14 UTC (1초 전)                   | 6 km                |      | 마지막으로 전송중이던 사진이었으나, 송신이 완료되기 전에 디모르포스 표면에 DART가 충돌하여, 일부분만 수신되었다.                     |
| 23:14 UTC (충돌)                     | 0 km                |      | 초속 6km로 디모르포스에 충돌 |
| 23:17 UTC (충돌 2분 45초 후)         | 56.7 km             |      | LICIACube가 디모르포스를 근접 통과하였다.                                                                                            |

## 지원, 개발, 투자
- NASA
- JPL
- MSFC
- KSC
- GSFC
- GSC
- 존슨 우주 센터
- 칼텍
- 존스 홉킨스 대학교
- 말린 우주 센터
- MIT